# Waleri Iwanowitsch Zyganow
Waleri Iwanowitsch Zyganow (russisch Валерий Иванович Цыганов, englisch Valery Ivanovich Tsyganov; * 14. Oktober 1956 in Montschegorsk) ist ein ehemaliger russischer Skirennläufer aus der damaligen Sowjetunion.

## Karriere
Erstes internationales Aufsehen errege Zyganow, als er bei den Weltmeisterschaften 1978 in Garmisch-Partenkirchen den 5. Platz in der Kombination belegte. Auf den drittplatzierten Pete Patterson fehlten ihm lediglich knapp 27 Punkte. 1980 belegte er bei den Olympischen Winterspielen in Lake Placid in der Abfahrt den achten Rang.
Im darauffolgenden Winter feierte er am 5. März 1981 bei der Abfahrt in Aspen seinen ersten und einzigen Weltcupsieg. Es war dies zugleich der erste Weltcupsieg eines russischen bzw. sowjetischen Skirennläufers. Erst wenige Tage zuvor hatte Zyganow bei der Winter-Universiade in Jaca die Goldmedaille in der Abfahrt gewonnen.

## Erfolge

### Olympische Winterspiele
- Lake Placid 1980: 8. Abfahrt, DNF Riesenslalom, DNS Slalom
- Sarajevo 1984: 23. Abfahrt

### Weltmeisterschaften
- Garmisch-Partenkirchen 1978: 5. Alpine Kombination, 26. Abfahrt[2], 28. Slalom[3], 40. Riesenslalom[4]
- Lake Placid 1980: 8. Abfahrt, DNF Riesenslalom, DNS Slalom
- Schladming 1982: 11. Kombination, 17. Riesenslalom[5], 18. Abfahrt[6]

### Weltcup
- Ein Sieg

| Datum        | Ort   | Land               | Disziplin |
| ------------ | ----- | ------------------ | --------- |
| 5. März 1981 | Aspen | Vereinigte Staaten | Abfahrt   |

### Universiade
- Jaca 1981: 1. Abfahrt